# Tulasnella bifrons
Tulasnella bifrons är en svampart som beskrevs av Bourdot & Galzin 1923. Tulasnella bifrons ingår i släktet Tulasnella och familjen Tulasnellaceae.   Inga underarter finns listade i Catalogue of Life.